# Фрэнк Гери
Фрэнк Оуэн Гери (англ. Frank Owen Gehry, настоящее имя Эфраим Оуэн Гольдберг, англ. Ephraim Owen Goldberg; род. 28 февраля 1929, Торонто) — один из крупнейших архитекторов современности, стоявший у истоков архитектурного деконструктивизма. Лауреат Притцкеровской премии 1989 года.

## Биография
Фрэнк Гери родился в семье иммигрантов из Польши. Его дед торговал строительными материалами, а отец владел магазином торговых и игровых автоматов. Молодой Эфраим (Фрэнк) был избит на почве антисемитизма, и эта психологическая травма послужила поводом переменить фамилию и вместе с семьёй переехать в Америку. С 17 лет Гери жил в Лос-Анджелесе. Учился сначала в Университете Южной Калифорнии (бакалавр, 1954), а затем в Гарвардском университете (магистр, 1957). Работал в проектных фирмах В. Грюна, Перейры и Лакмана в США, у архитектора А. Ремонде во Франции. В 1962 году вернулся в США и открыл в Лос-Анджелесе своё бюро с другим архитектором, а в 1967 году оно было преобразовано в Frank O. Gehry and Associates. В 2014 году компания была одной из ведущих архитектурных фирм мира; в ней работало более 200 архитекторов.
В 1950—1960-е годы Фрэнк Гери находился под влиянием Фрэнка Ллойда Райта; архитектор обратился к теме постмодернизма в 1978 году, остроумно перестроив собственный особняк 1920-х годов постройки.

## Архитектура

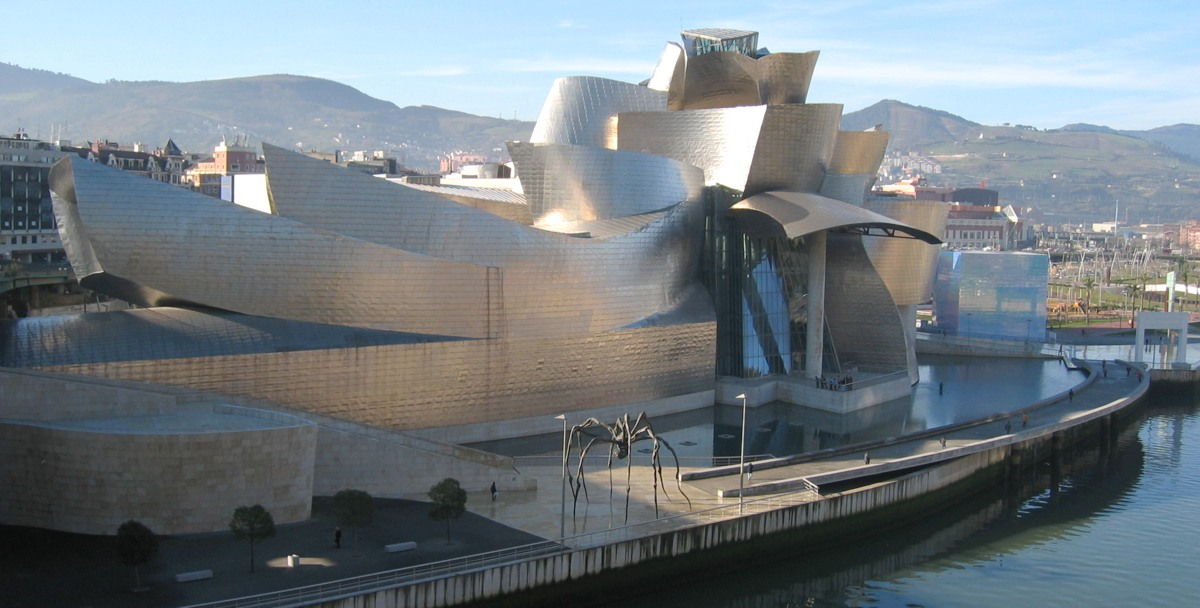
Музей Гуггенхайма в Бильбао

Гери принадлежат самые известные образцы архитектуры деконструктивизма — музей Фредерика Вейсмана в Миннеаполисе (1993), «танцующий дом» в Праге (1995), обшитый титановыми листами музей Гуггенхейма в Бильбао (1997), концертный зал имени Уолта Диснея в Лос-Анджелесе (2003). Гораздо менее тёплый приём ожидал проект Гери по заказу Пола Аллена Музея музыки в Сиэтле (2000):
В консервативных кругах американского истеблишмента в пластической, рвущейся, как пламя, сквозь пространство архитектуре музыкальности не почувствовали. Будоражащая рассудок полифония отражений, вихреобразные порывы форм извне и внутри (в интерьерах) сравнимы, пожалуй, с симфонической «Поэмой экстаза» Скрябина.
В 2007 году Массачусетский технологический университет подал иск против Гери, обвиняя его в некачественном проекте корпуса стоимостью $315 млн. По словам представителей университета, за три года эксплуатации здание стало протекать, стены покрылись плесенью, а «массивные глыбы льда, падающие с крыши и оконных выступов не только напрямую угрожают жизни работников института, но и часто блокируют запасные выходы».
По его собственному признанию, в творчестве Гери, в его художественном понимании архитектуры, присутствует лейтмотив очертания и подвижности рыбы (по его словам, намек на традиционное еврейское блюдо бабушки «гэфилтэ фиш»). Этот лейтмотив можно проследить во всех поздних постройках Гери: Музей Гуггенхайма в Бильбао (1991-97), музей Уокера, (Миннеаполис), 35-метровая «плывущая рыба» в Олимпийской деревне Барселоны (1992) и т. д. Среди его последних работ — проекты нового Музей Гуггенхайма в Нью-Йорке (2000), Музея толерантности в Иерусалиме (2002), онкологического центра в Данди (Великобритания, 2003). Гери неоднократно посещал столицу Израиля, Иерусалим, участвовал в культурной жизни страны.
Однако на самом деле многие его проекты являются скорее иллюстрацией того, что он называет деконструктивизмом (то есть формальные опыты по «разложению», деструкции и деформации внешней и внутренней оболочек, вроде того, что делает американский SITE). Гери создаёт необыкновенные с эстетической точки зрения объекты, деконструирует иллюзорную целостность архитектуры, но он не пытается глобально переосмыслить саму историю европейской архитектуры, деконструировать её базовые принципы. Работы Фрэнка Гери становятся полностью произвольными и геометрически скульптурными и относятся только к прихотям его композиций, — и в этом, по мнению коллег, состоит определённая опасность. Его деконструктивизм — по сути это деструктивизм: распадающиеся объёмы, грубые, крошащиеся поверхности, использование буквально сломанных традиционных архитектурных элементов.

## Награды и почести
- 1987: Член Американской академии искусств и литературы
- 1988: Избран в Национальную академию дизайна
- 1989: Притцкеровская премия
- 1992: Императорская премия
- 1994: Премия Дороти и Лилиан Гиш[англ.]
- 1995: Награда Американской академии достижений[англ.] «Золотая тарелка»[10]
- 1998: Национальная медаль США в области искусств[11]
- 1998: Золотая медаль Королевского архитектурного института Канады
- 1999: Кавалер Золотой медали Американского института архитектуры (1999).
- 2000: Национальная премия Купера–Хьюитта в области дизайна[англ.][12]
- 2002: Кавалер ордена Канады[13]
- 2004: Премия Вудро Вильсона[англ.] за государственную службу
- 2006: Новый член, Калифорнийский зал славы
- 2007: Премия Генри К. Тернера за инновации в строительных технологиях от Национального музея строительства[англ.][14]
- 2009: Орден Карла Великого
- 2012: Четвертьвековая награда, Американский институт архитекторов
- 2014: Премия принцессы Астурийской
- 2014: Командор Национального ордена Почетного Легиона, Франция
- 2015: Медаль Фонда Дж. Пола Гетти[англ.]
- 2016: Гарвардская медаль искусств
- 2016: Премия Леоноры и Вальтера Анненбергов за дипломатию через искусство, Фонд искусств и сохранения в посольствах
- 2016: Президентская медаль Свободы
- 2018: Медаль Нейтра[15]
- 2019: Новый член, Аллея славы Канады
- 2020: Медаль Паэза в области искусства[англ.][16]

В 1974 году Фрэнк был избран в Коллегию стипендиатов Американского института архитекторов, в нём он получил множество национальных, региональных и местных наград . Он является старшим научным сотрудником Совета по будущему дизайну и входит в руководящий комитет премии Ага Хана в области архитектуры.

## Почетные докторские степени
- 1987: Калифорнийский институт искусств
- 1987: Род-Айлендская школа дизайна
- 1989: Колледж искусств и дизайна Отис[англ.]
- 1989: Технический университет[англ.] Новой Шотландии
- 1993: Оксидентал колледж[англ.]
- 1995: Колледж Виттер[англ.][17]
- 1996: Архитектурный институт Южной Калифорнии[англ.]
- 1998: Торонтский университет
- 2000: Гарвардский университет
- 2000: Эдинбургский университет
- 2000: Университет Южной Калифорнии
- 2000: Йельский университет
- 2002: Городской колледж Нью-Йорка
- 2004: Школа Чикагского института искусств
- 2013: Кейсовский университет Западного резервного района
- 2013: Принстонский университет
- 2014: Джульярдская школа
- 2015: Сиднейский Технологический университет[англ.]
- 2017: Оксфордский университет

## Цитаты
Не понимаю, зачем люди нанимают архитектора, а затем указывают, что ему делать.

## Интересные факты
- Гери является завзятым поклонником хоккея. В 2004 году по его проекту был изготовлен кубок, вручавшийся победителю чемпионата мира по этому виду спорта.
- В 2005 году в эфир вышел эпизод «Тюремная крыса» мультсериала «Симпсоны». Гери озвучил там сам себя, став первым архитектором, приглашённым для озвучивания этого мультсериала[19][20].

## Галерея

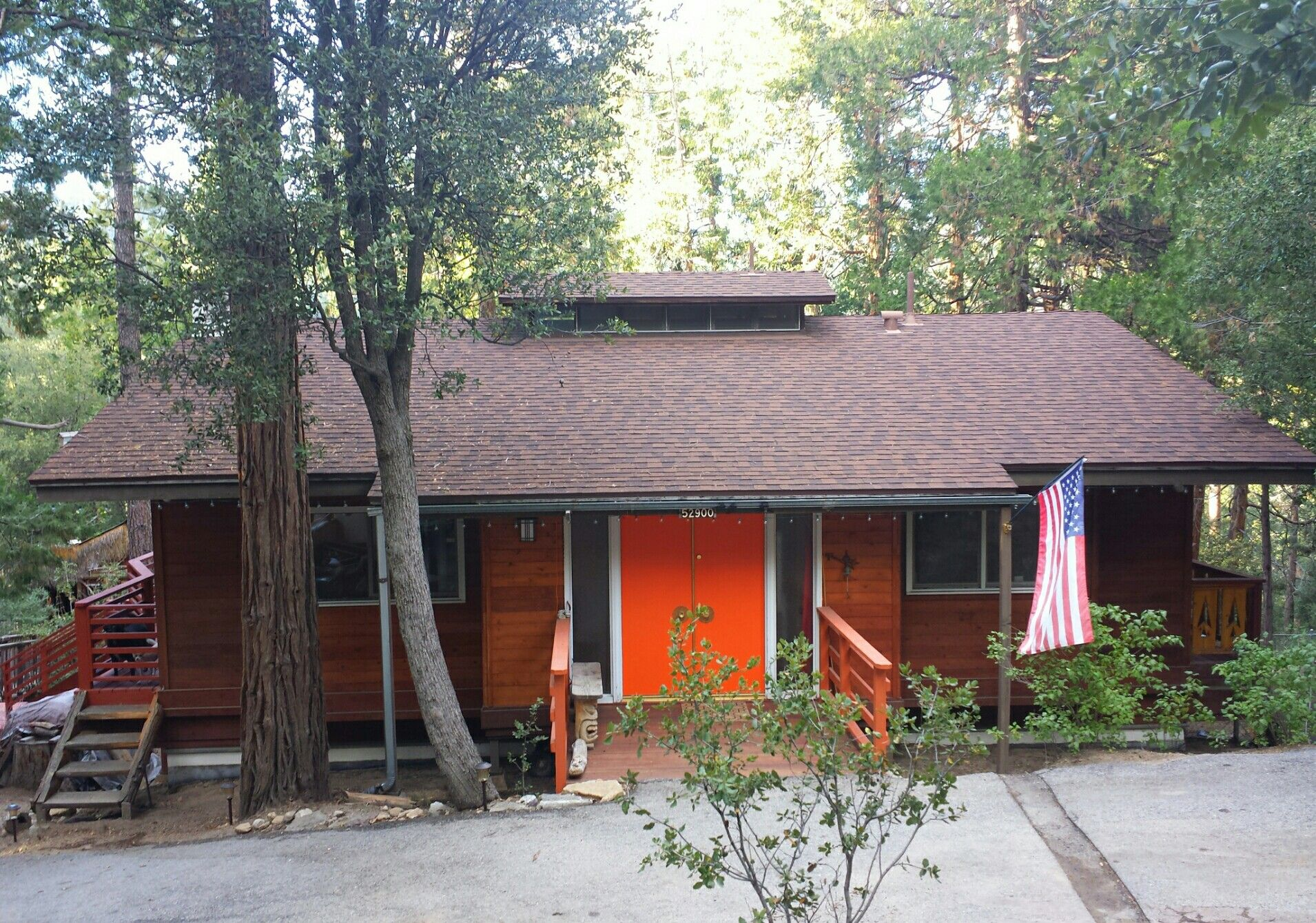
Первый проект и сборка David Cabin, Калифорния, 1957
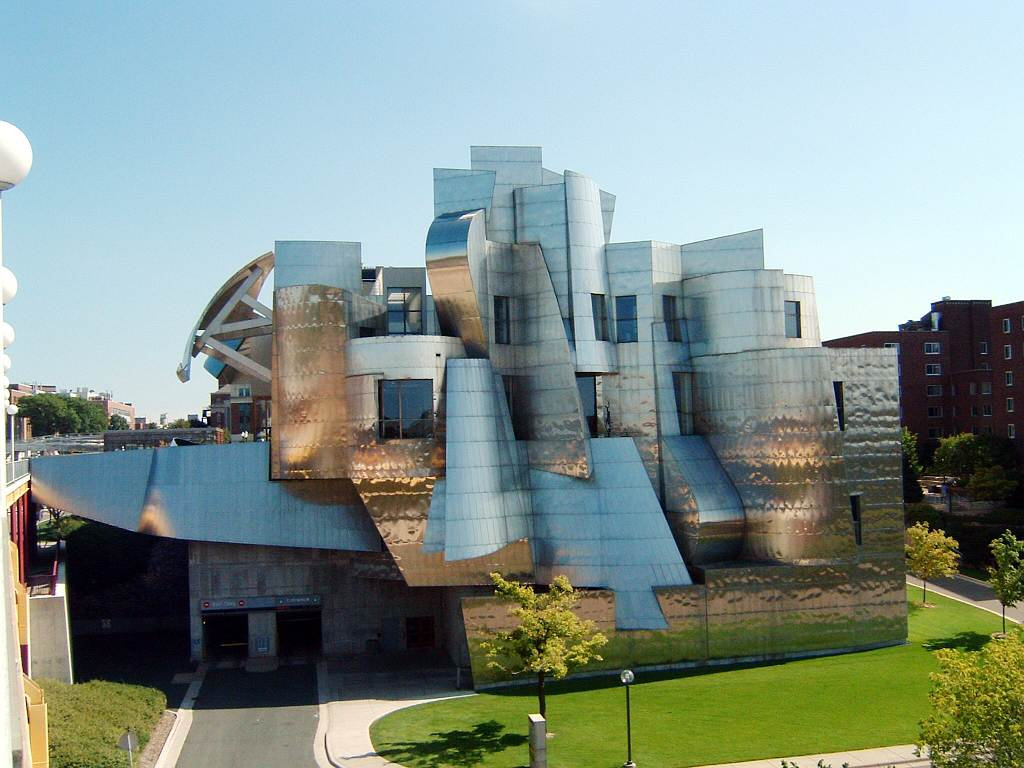
Художественный музей Вейсмана
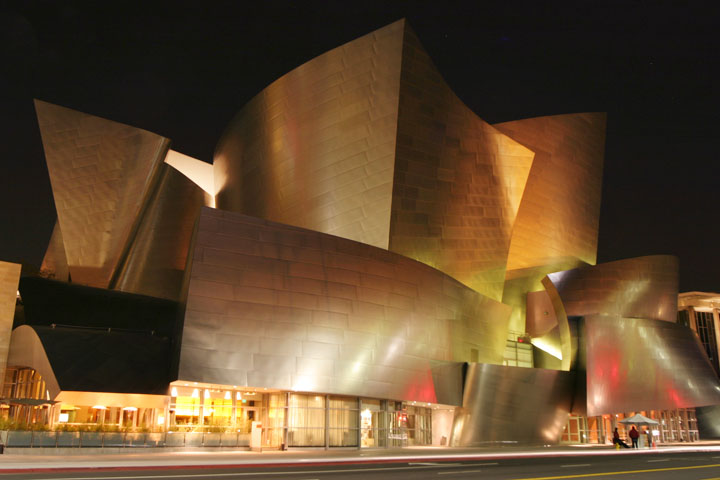
Концертный зал имени Уолта Диснея
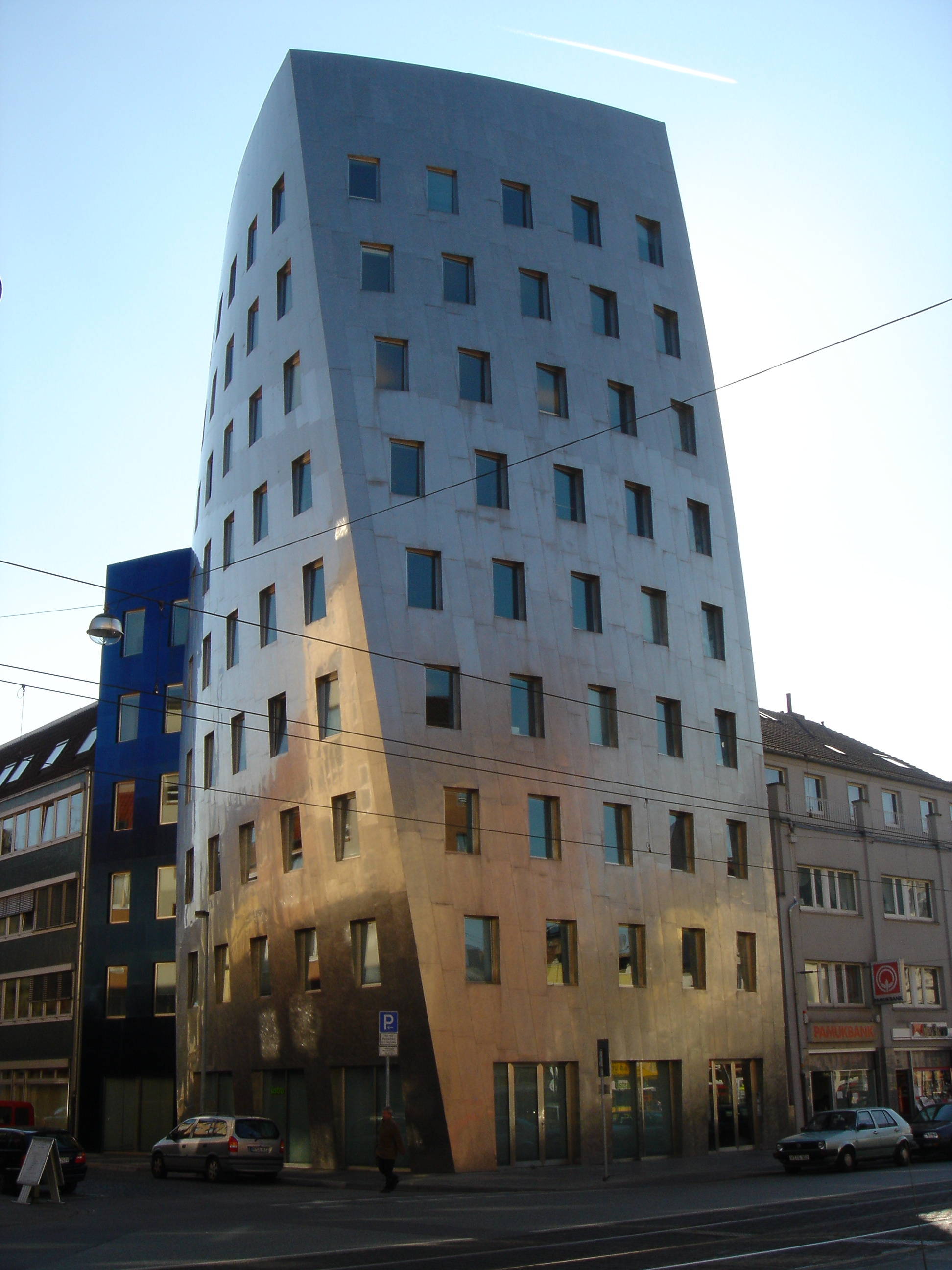
Офисное здание в Ганновере
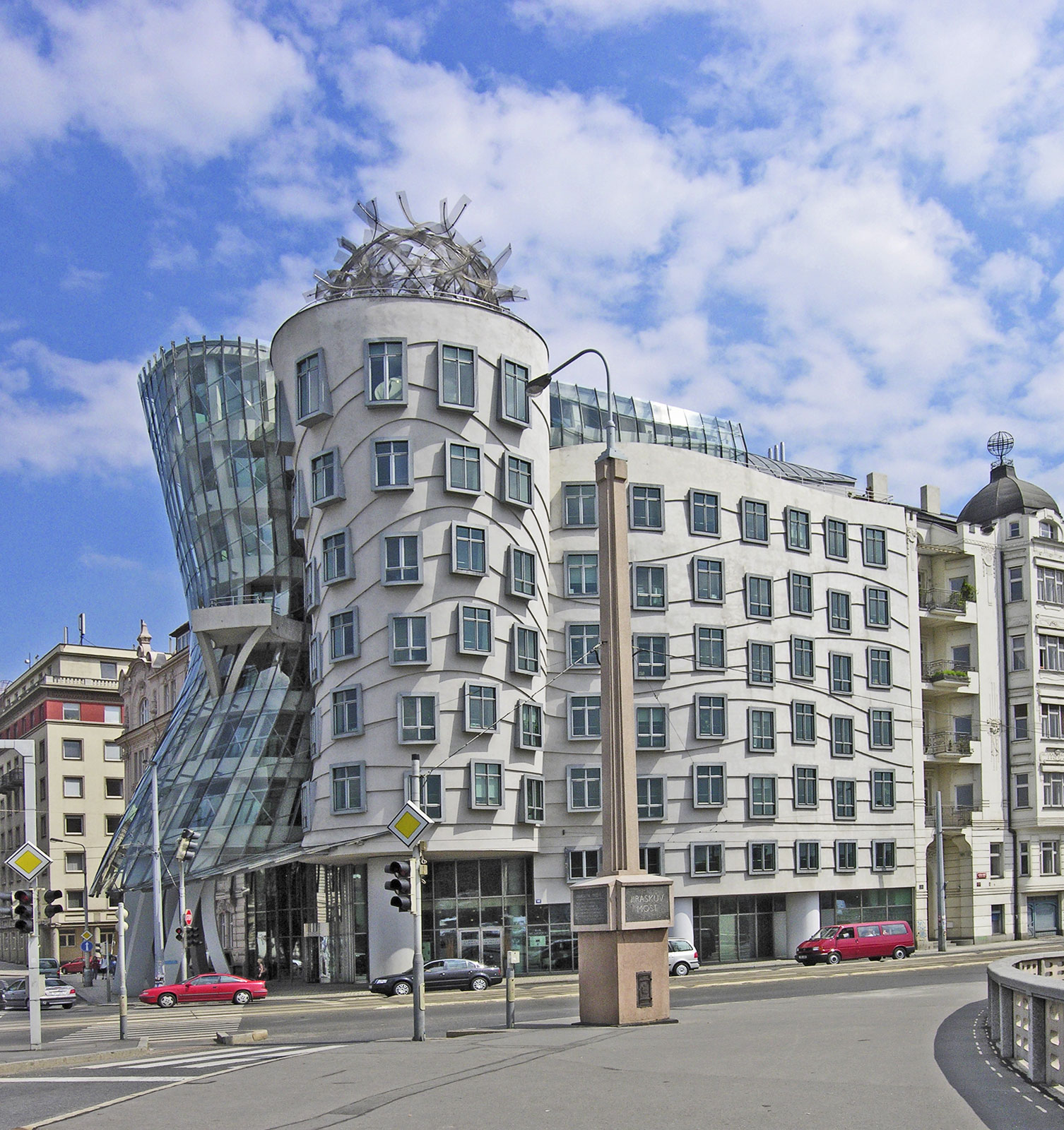
«Танцующий дом» в Праге
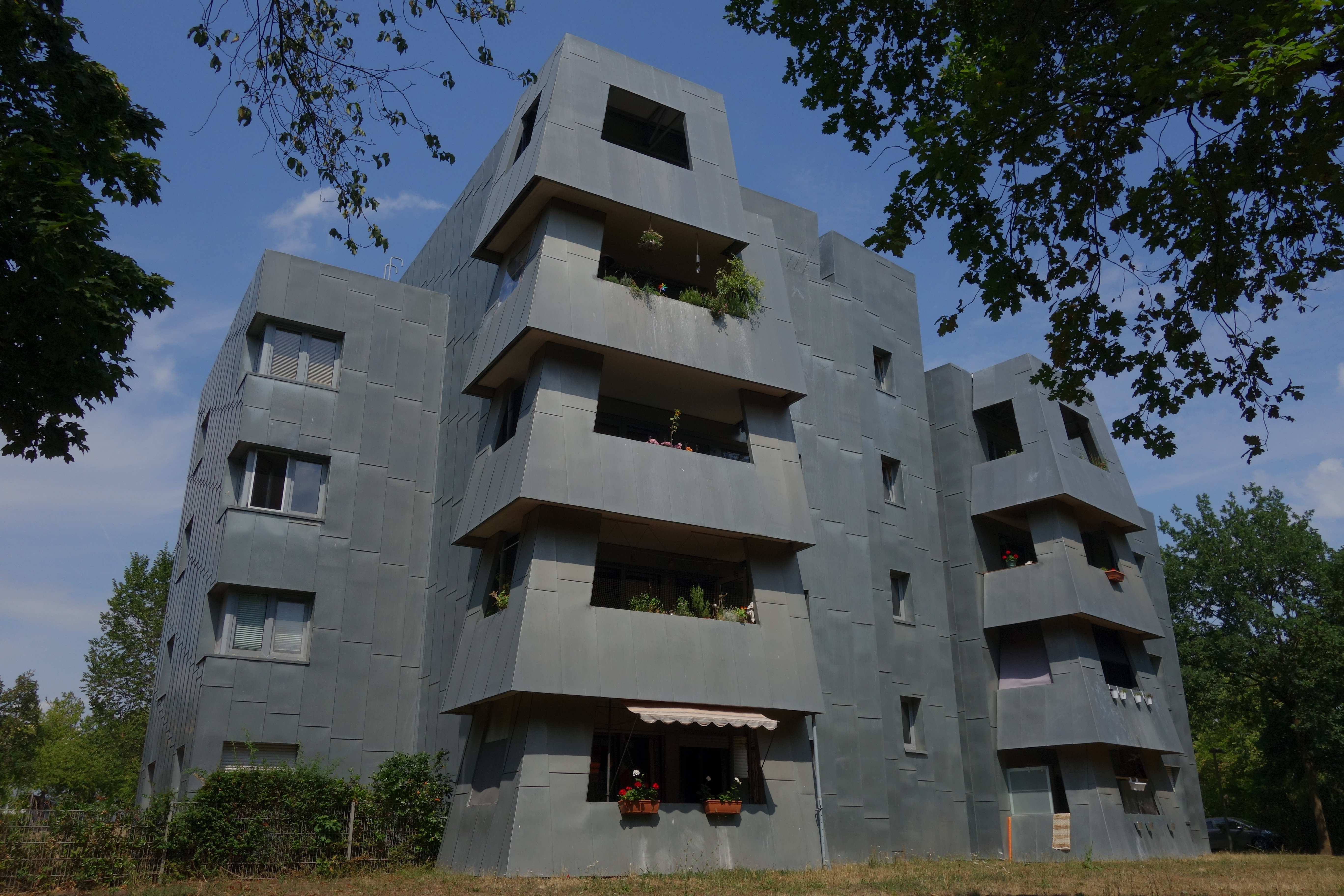
Социальное жилье во Франкфурте-Гольдштейне, 1994
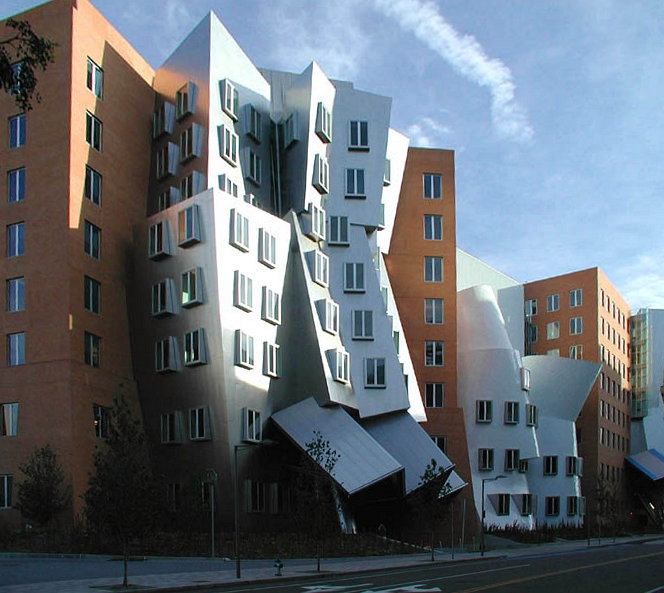
Корпус Массачусетского технологического университета
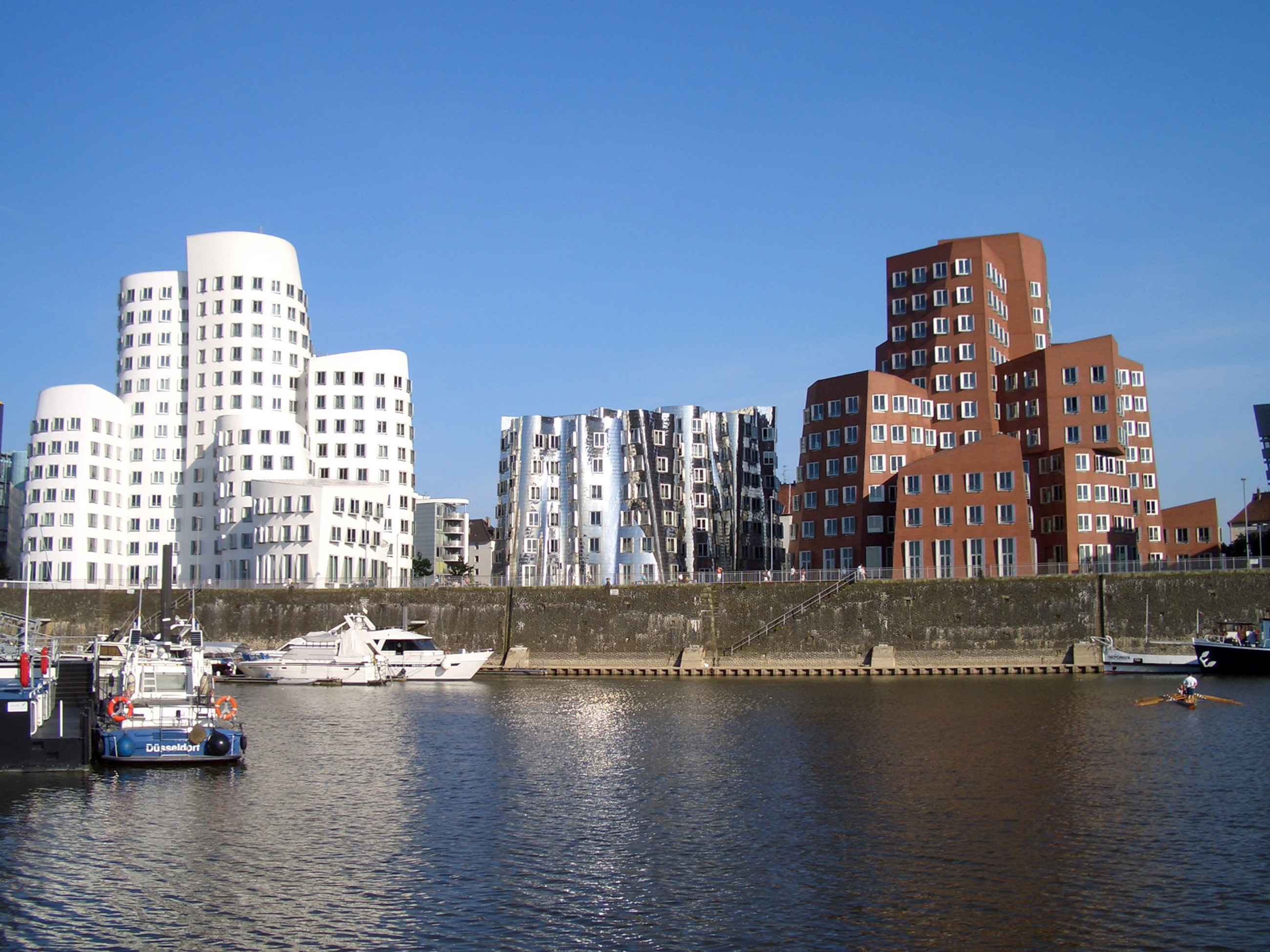
Новая таможня (Дюссельдорф)
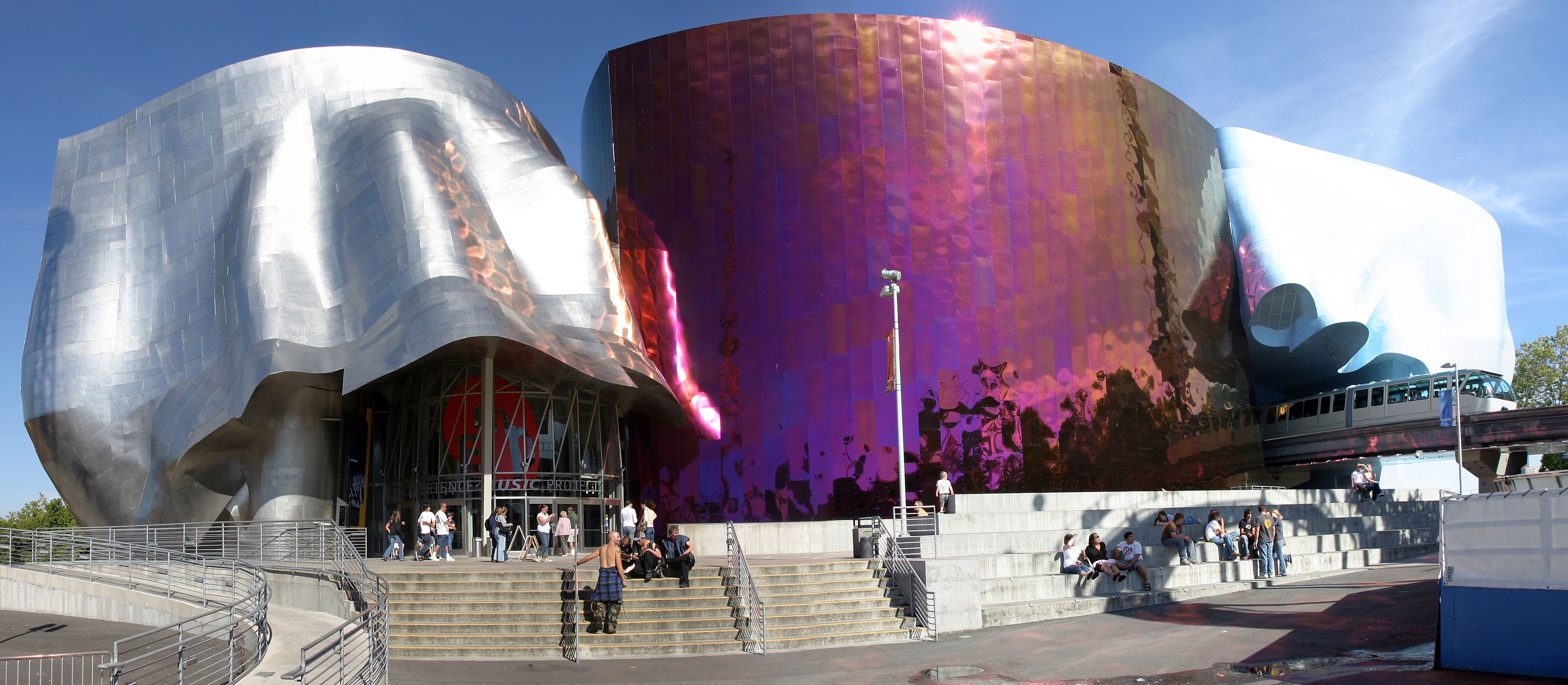
Музей музыки в Сиэтле
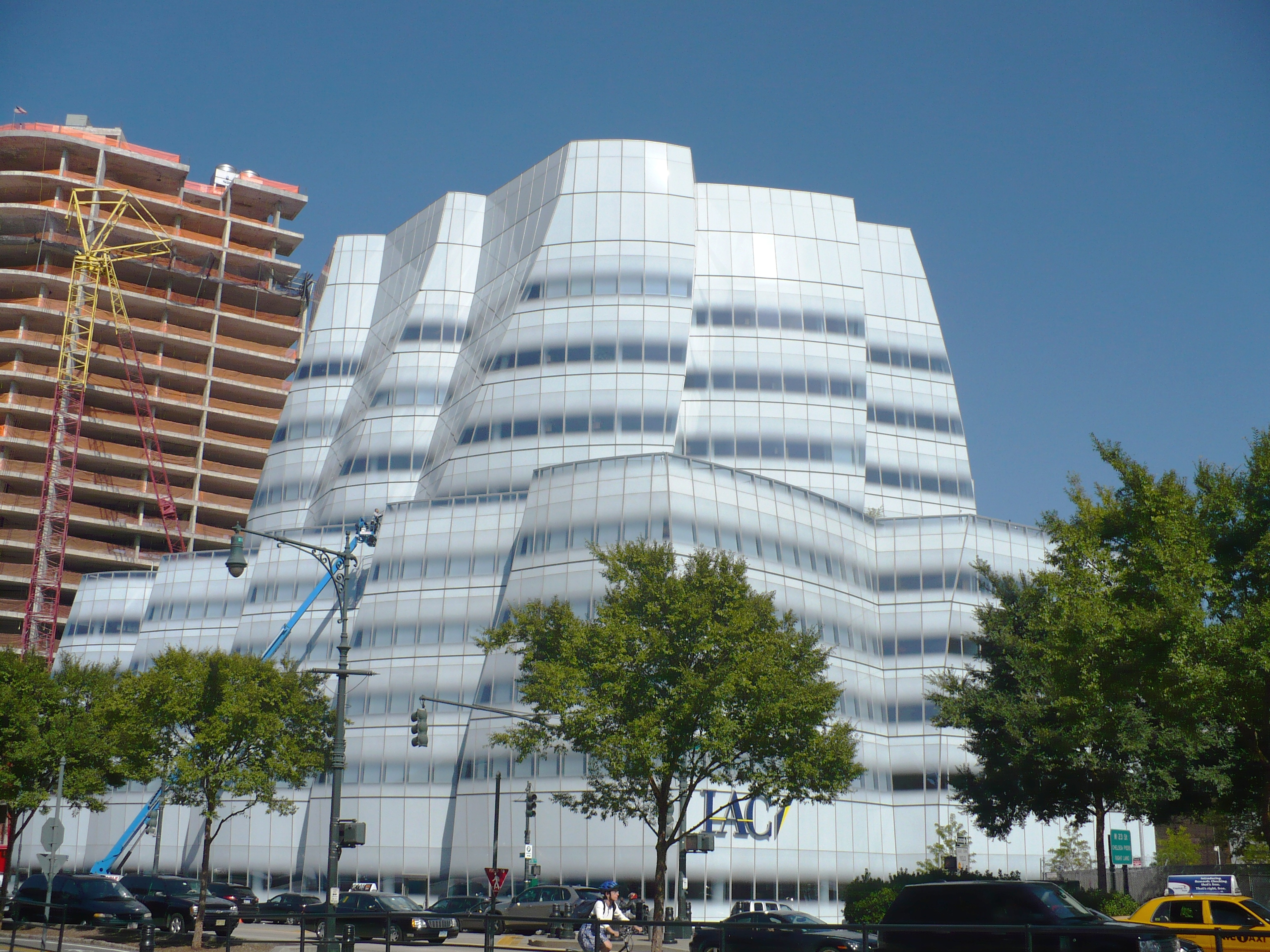
Здание штаб-квартиры IAC в Нью-Йорке
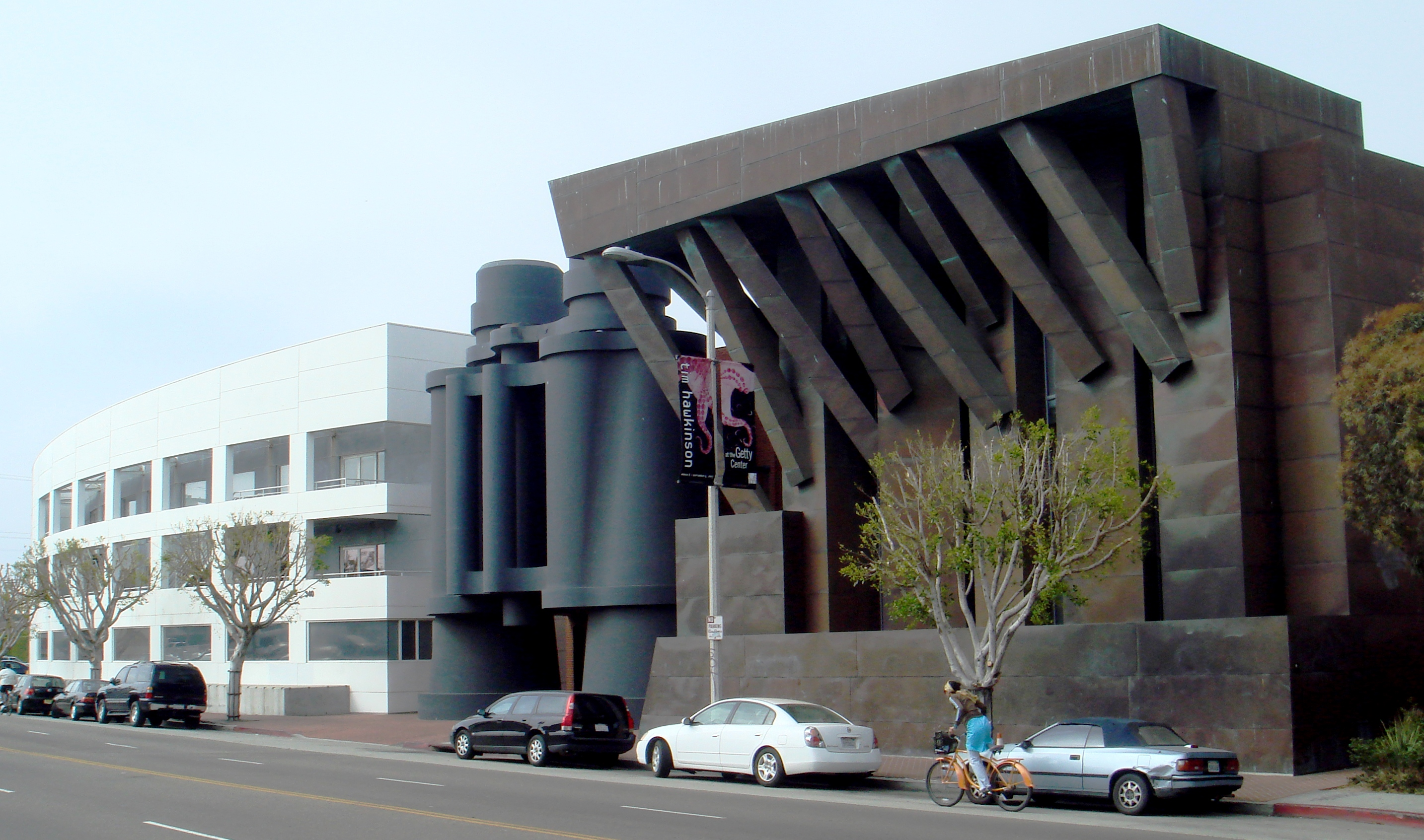
Здание в форме бинокля, Венис, 1991
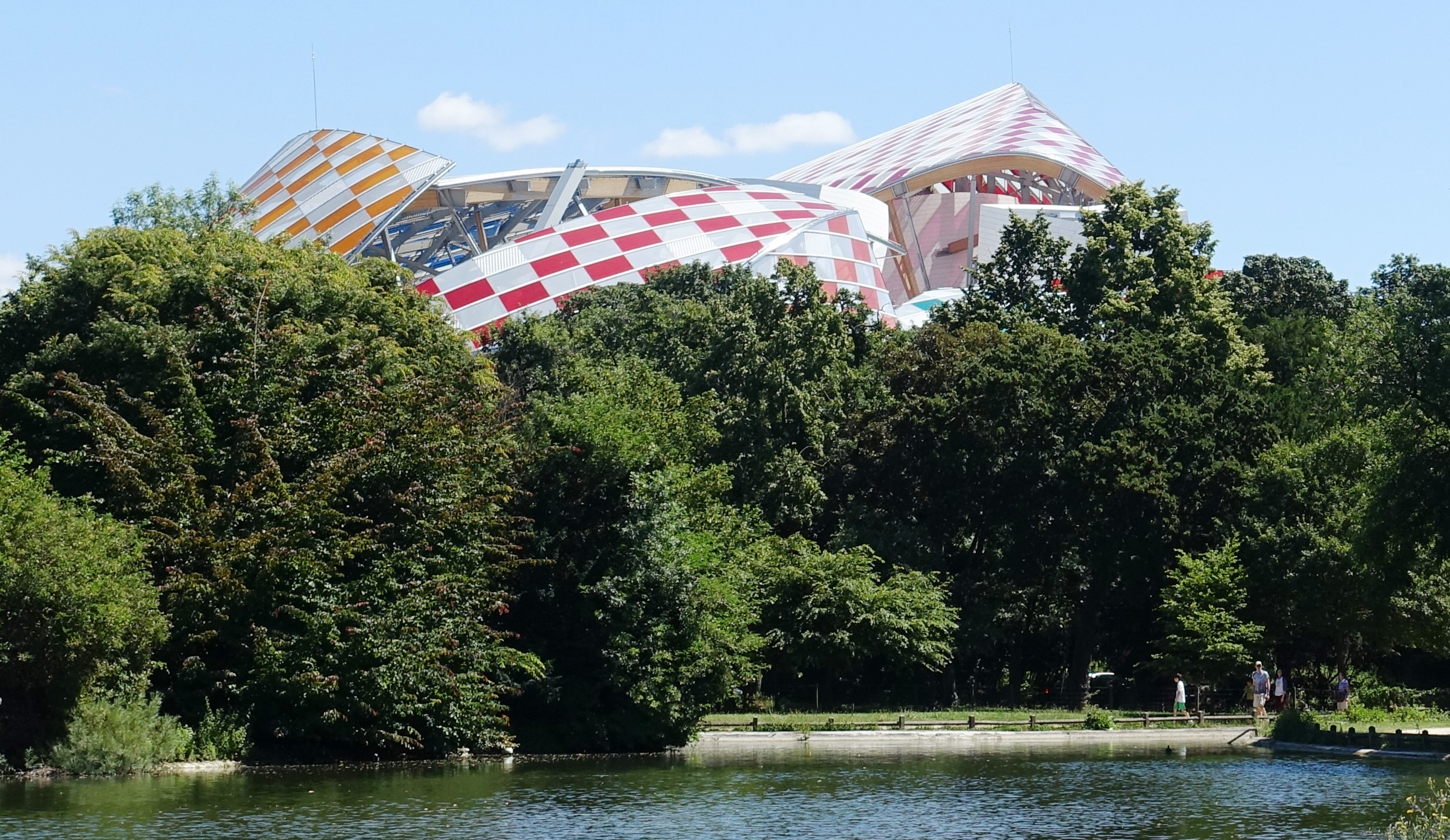
Часть крыши здания Фонда Луи Виттон, вид со стороны Булонского леса, Париж, 2016
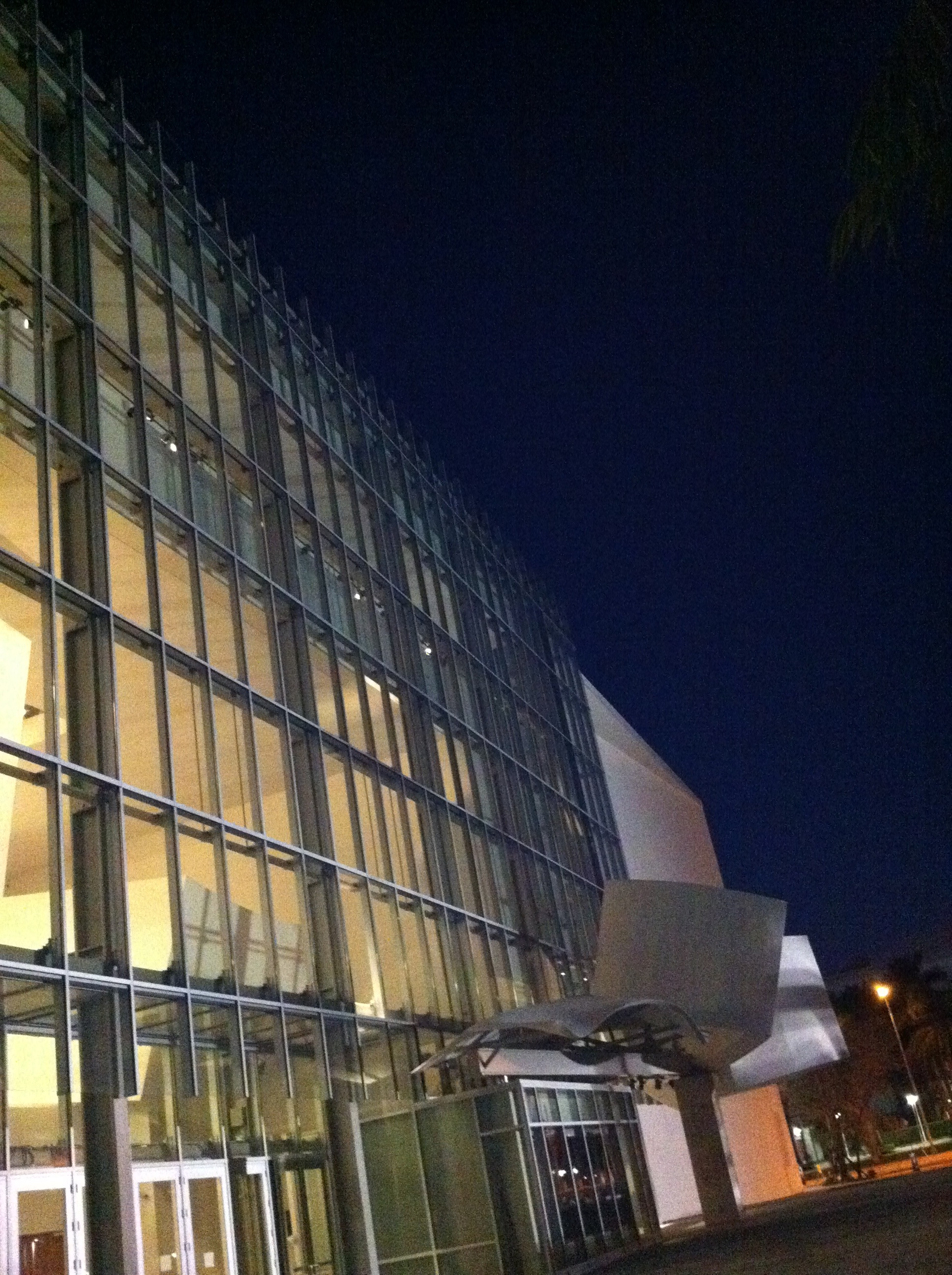
New World Center, Майами-Бич, 2011
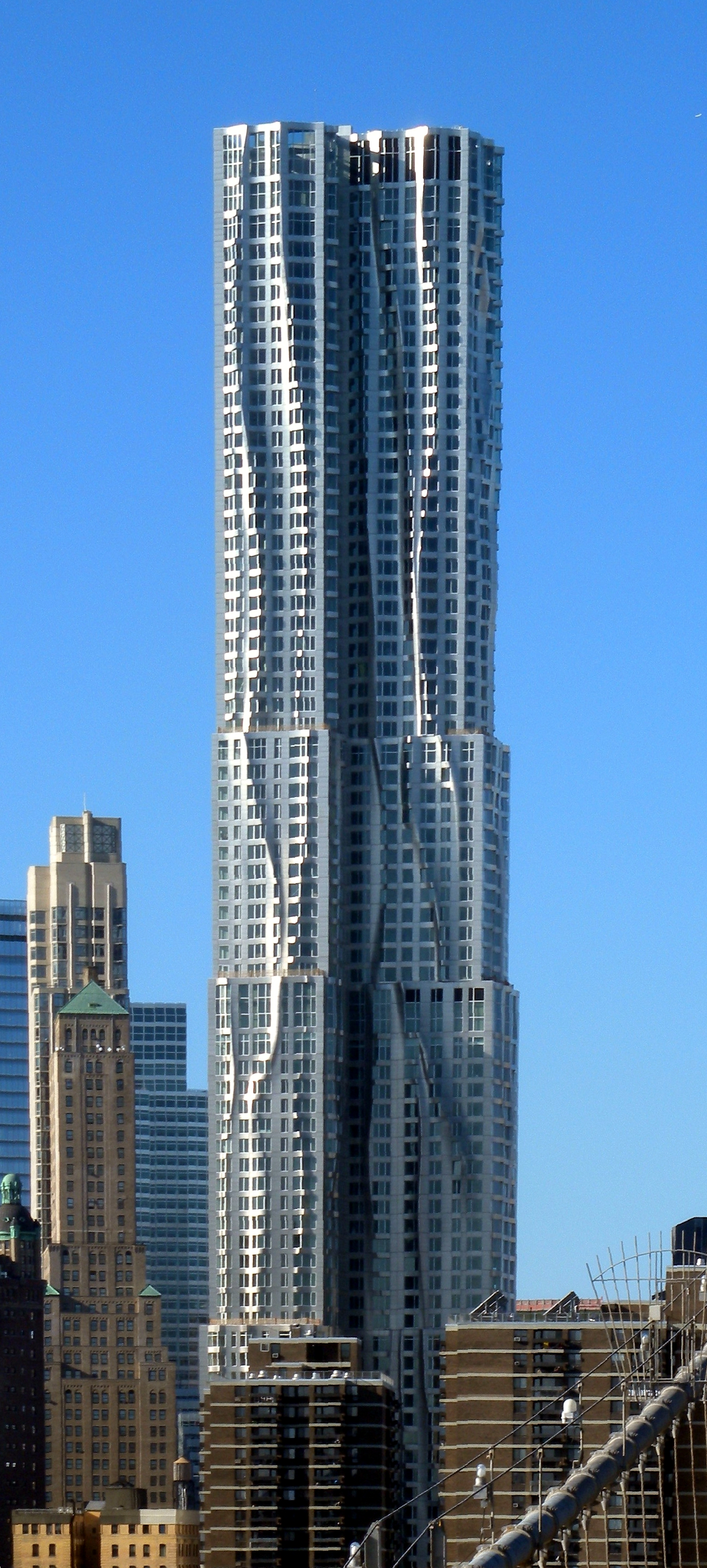
Небоскрёб Спрус-стрит, 8, Нью-Йорк, 2011
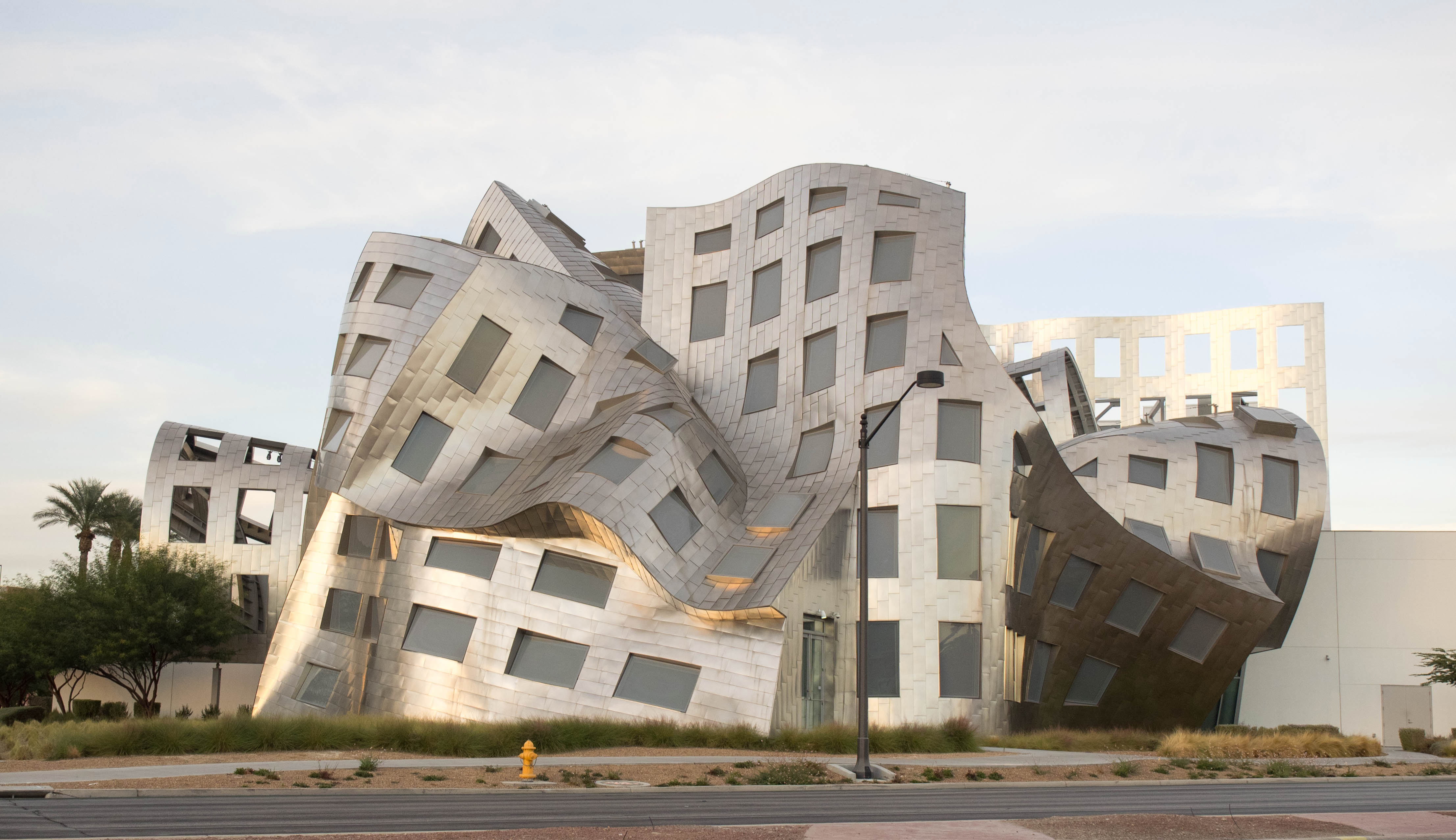
Центр здоровья мозга Лу Руво Кливлендской клиники, Лас-Вегас, 2010
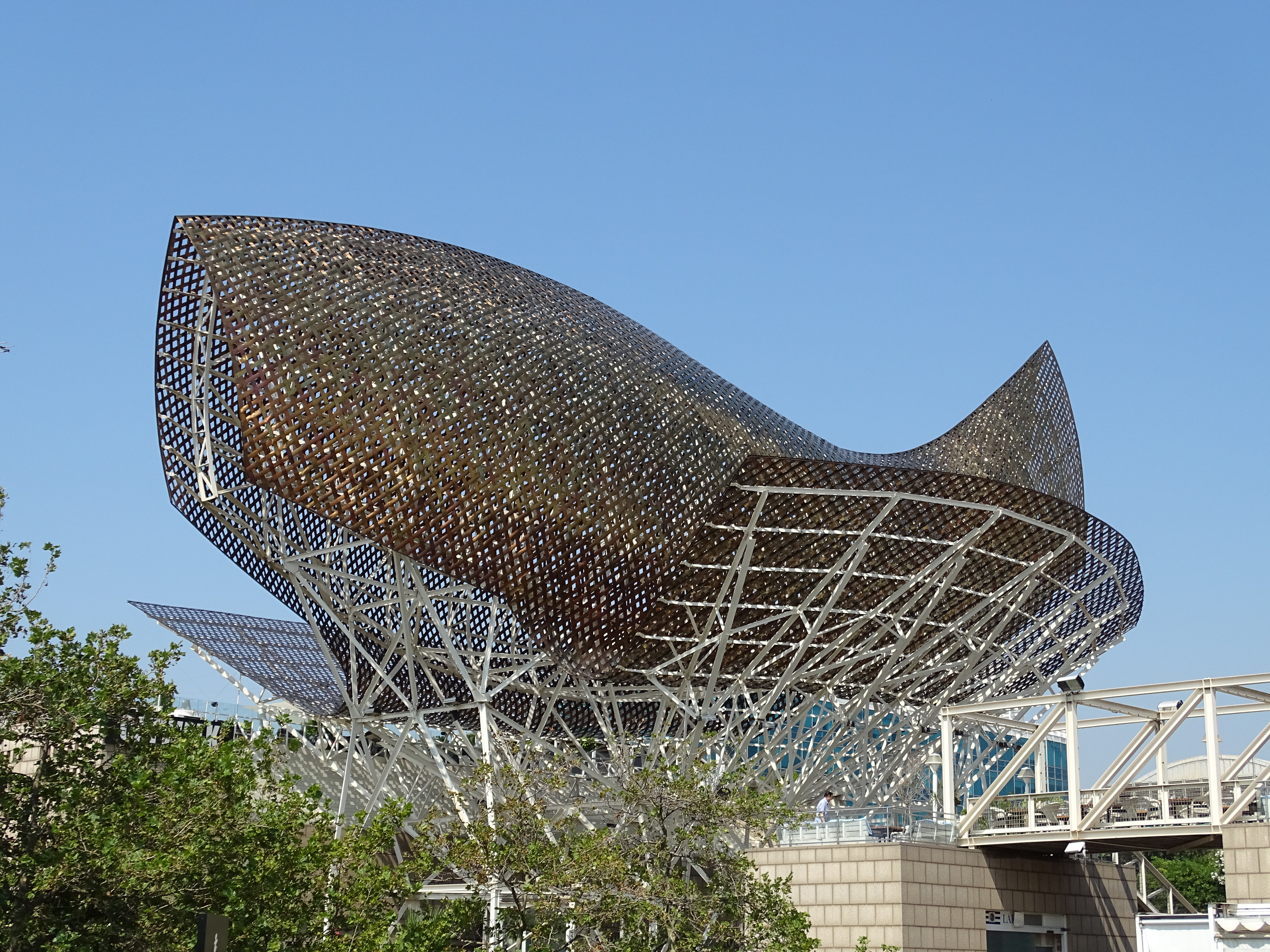
Скульптура рыбы, расположенная напротив Олимпийского порта, Барселона, 1992
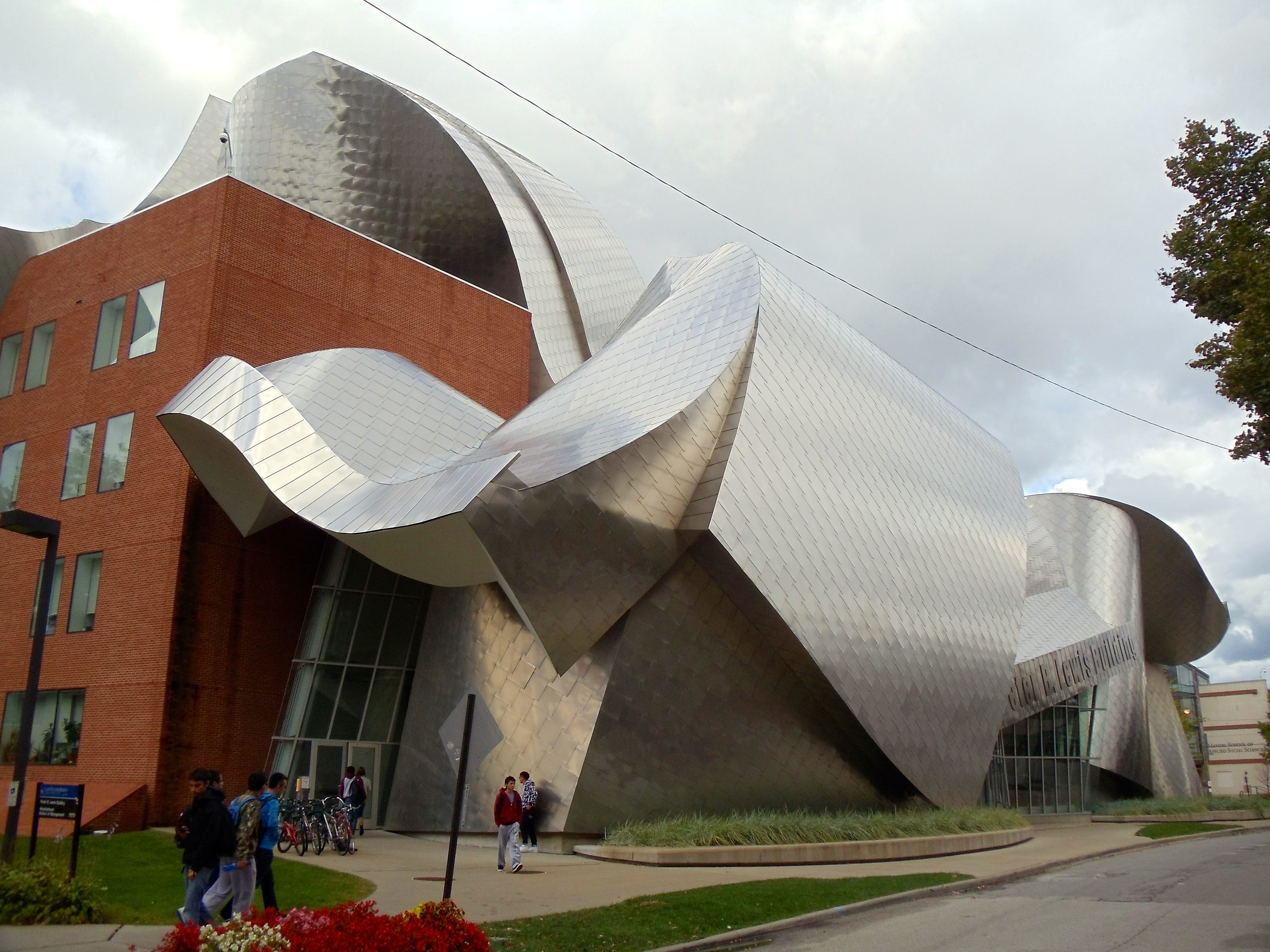
Школа менеджмента Уэзерхед, Кливленд, 2002
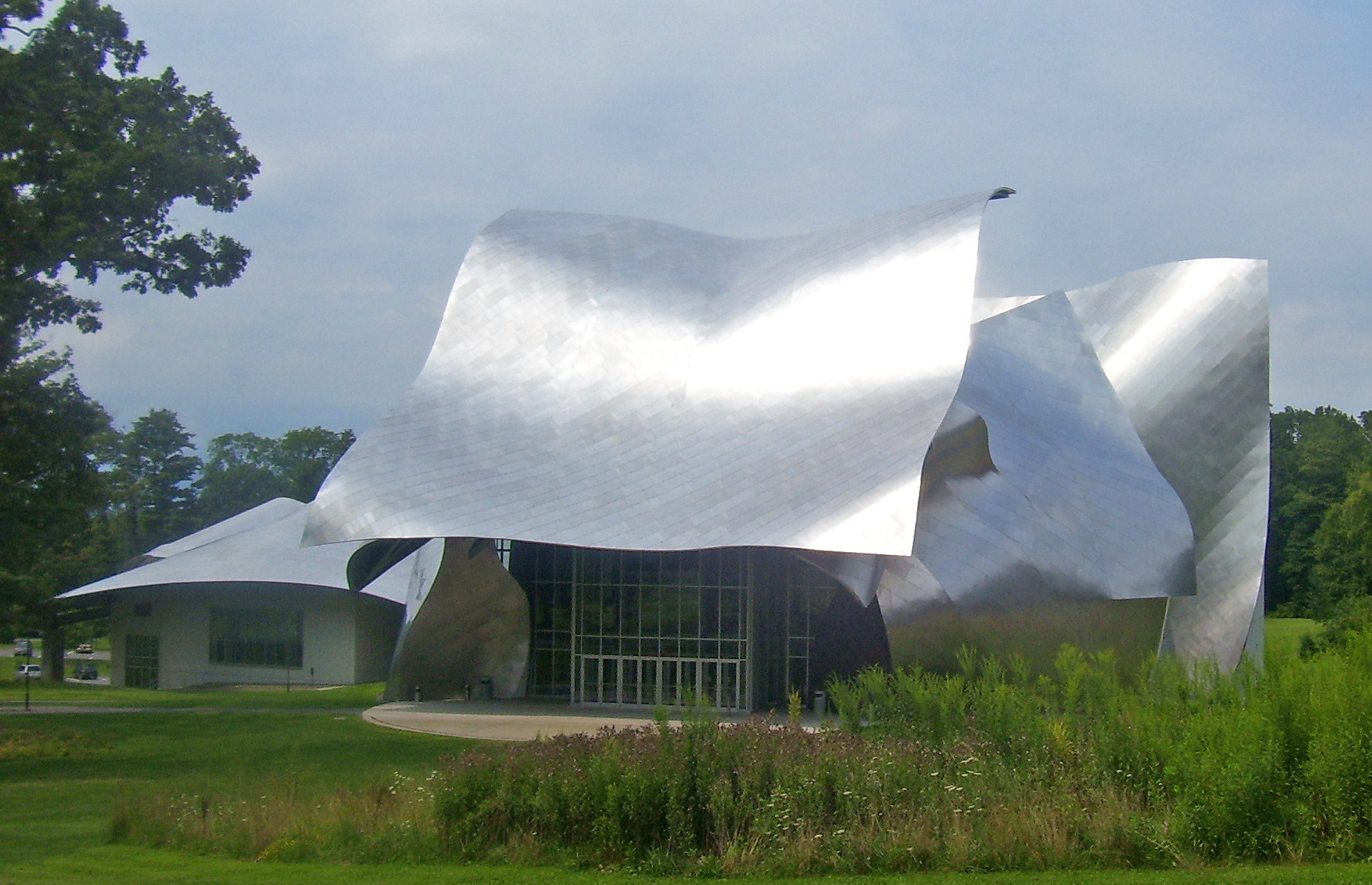
Центр искусств Ричарда Б. Фишера, Бард-колледж, Нью-Йорк, 2003
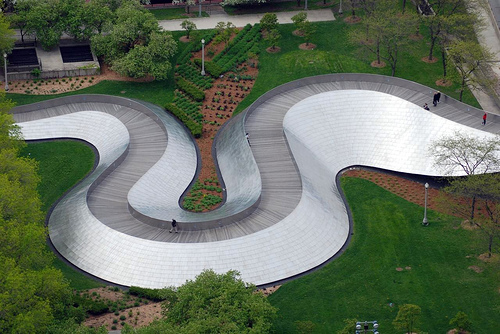
Пешеходный мост, Миллениум-парк, Чикаго, 2004
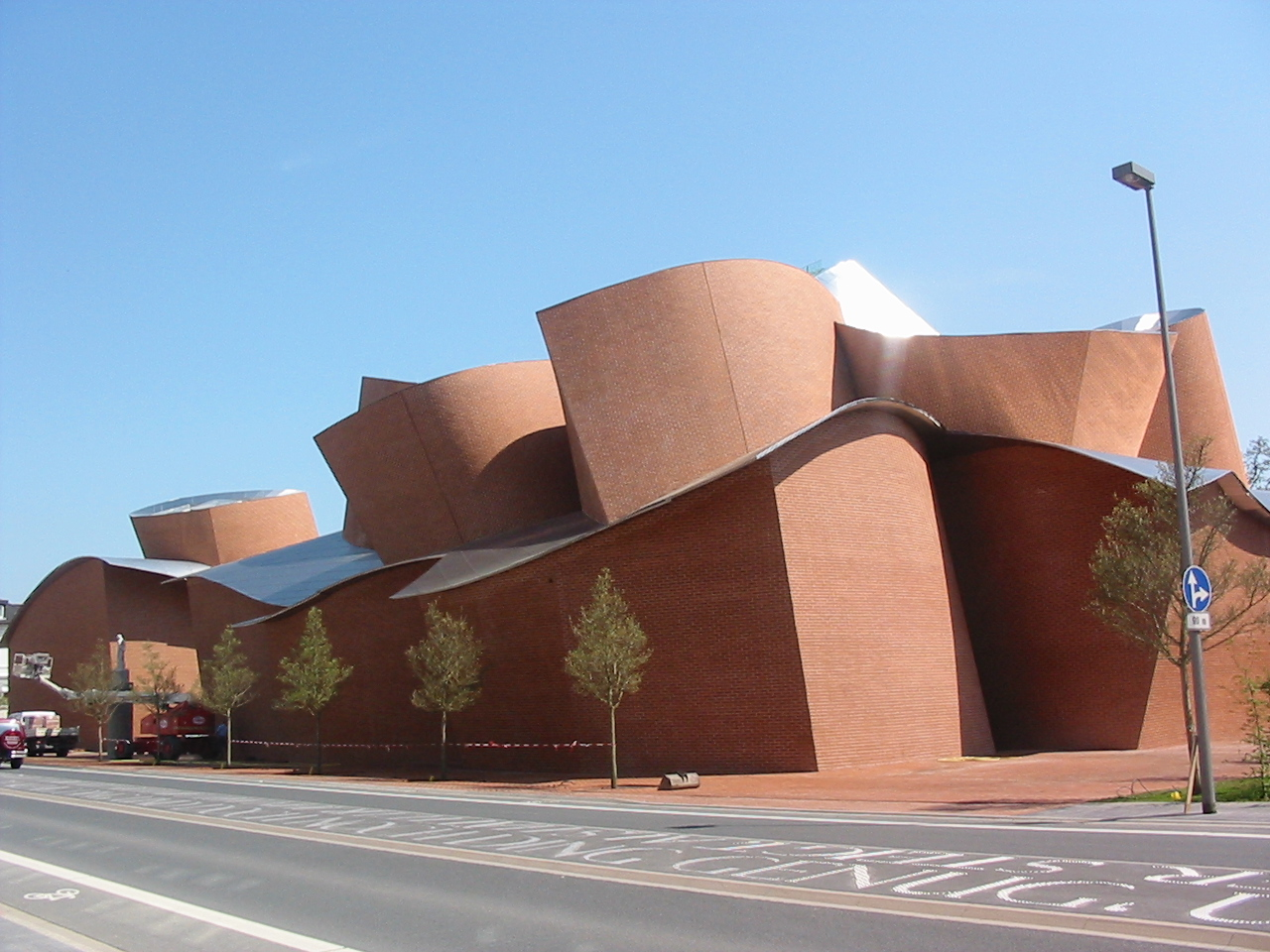
Музей MARTa, Херфорд, 2005
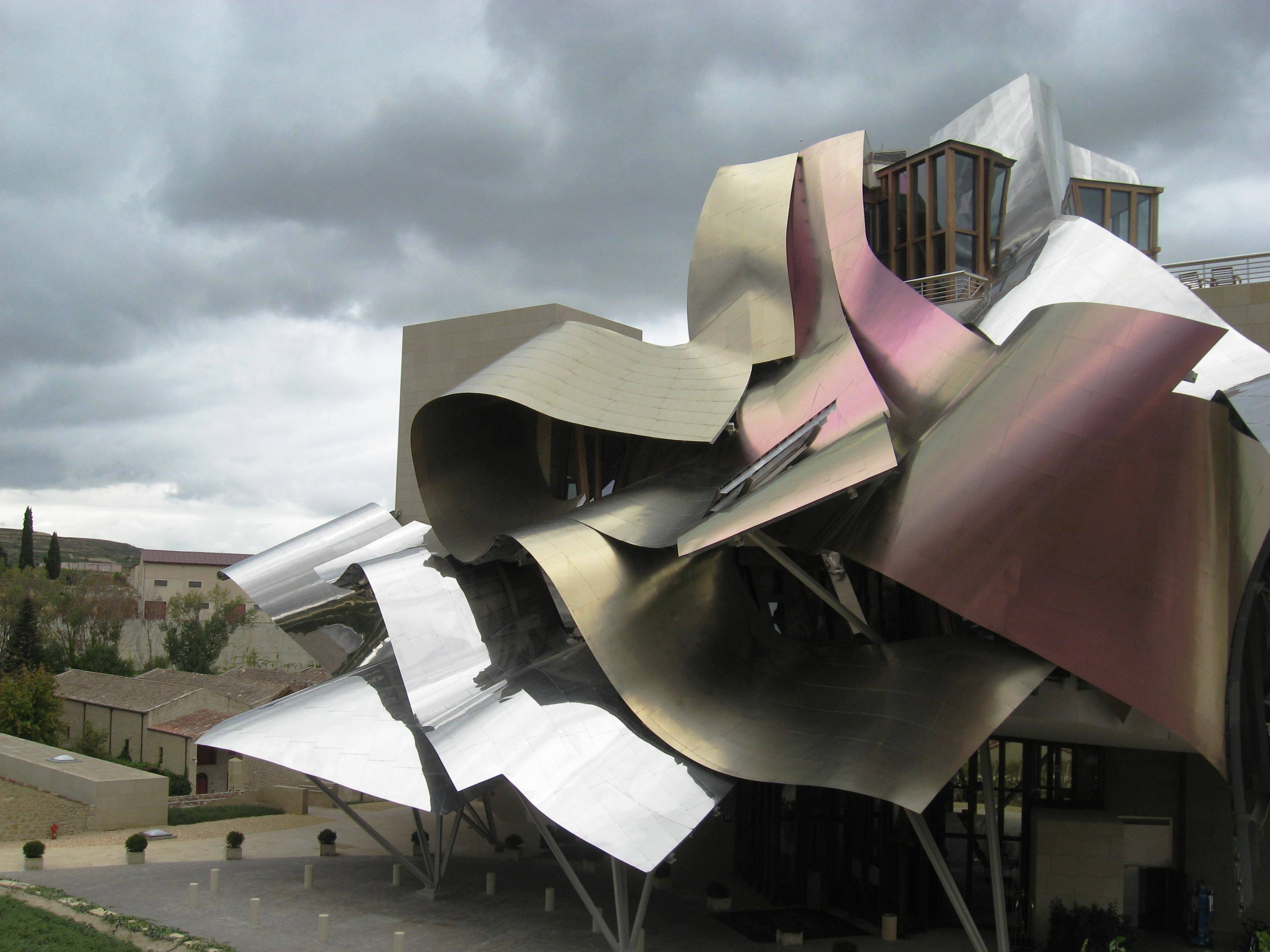
Отель Marqués de Riscal, Эльсьего, 2006
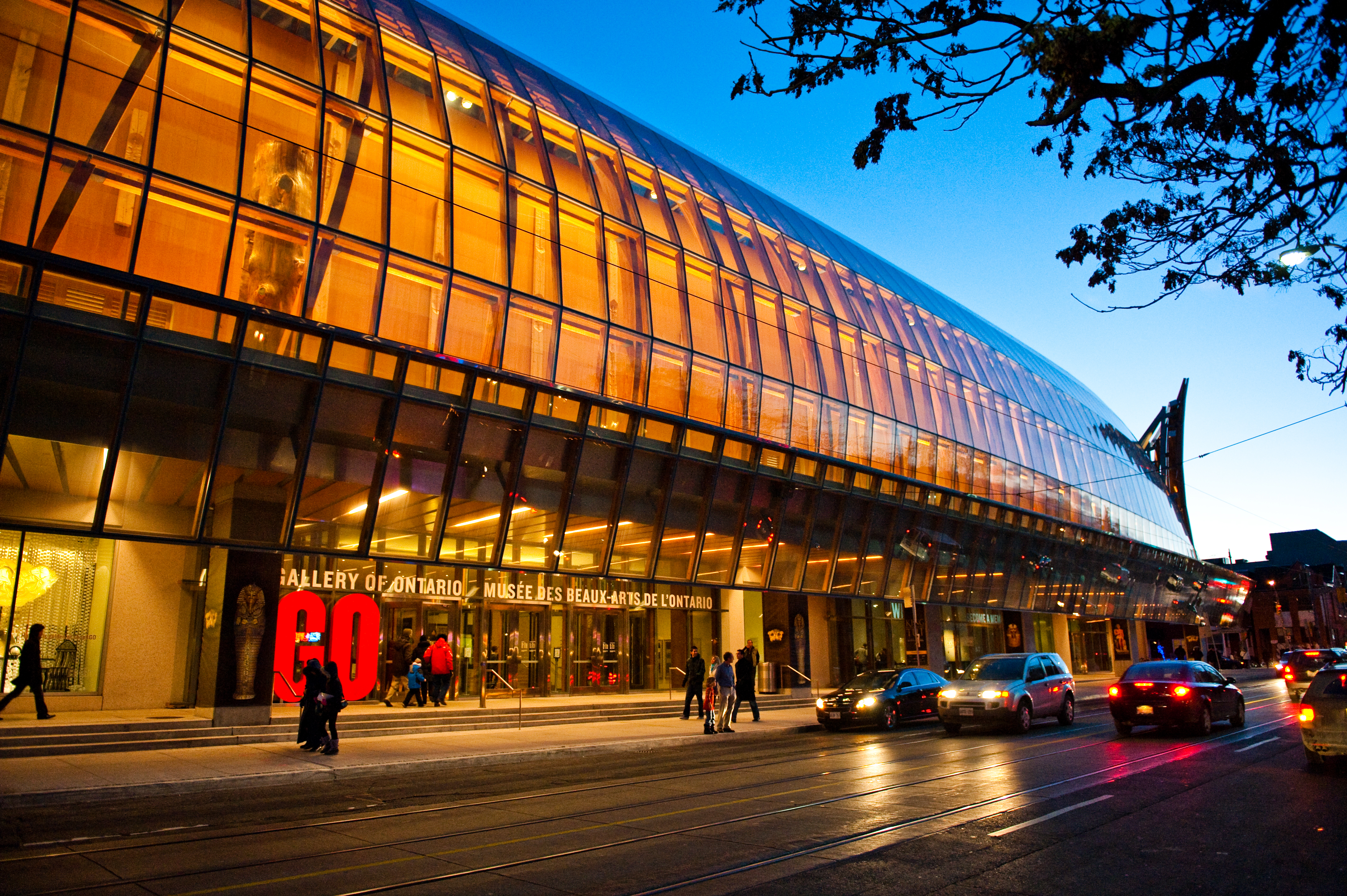
Художественная галерея Онтарио, Торонто, 2008
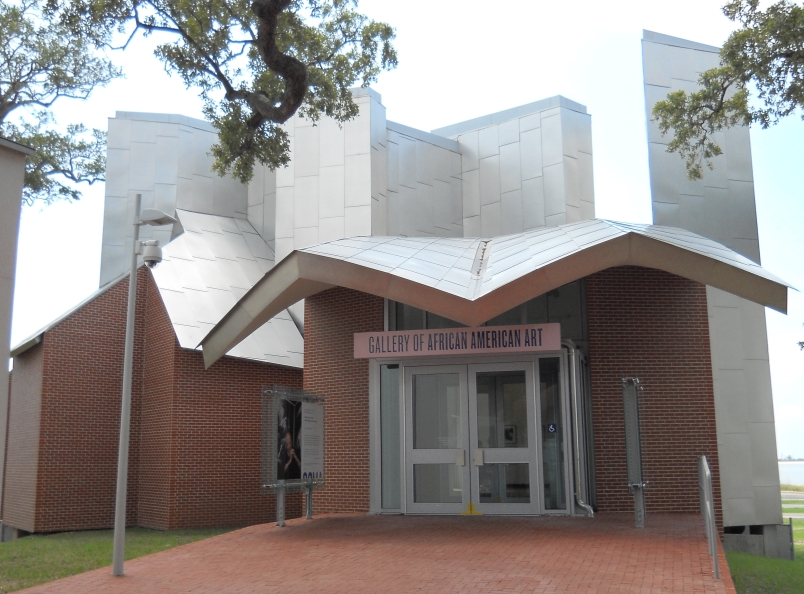
Галерея афроамериканского искусства, кампус Художественного Музея Ор-О'Кифа в Билокси, 2010
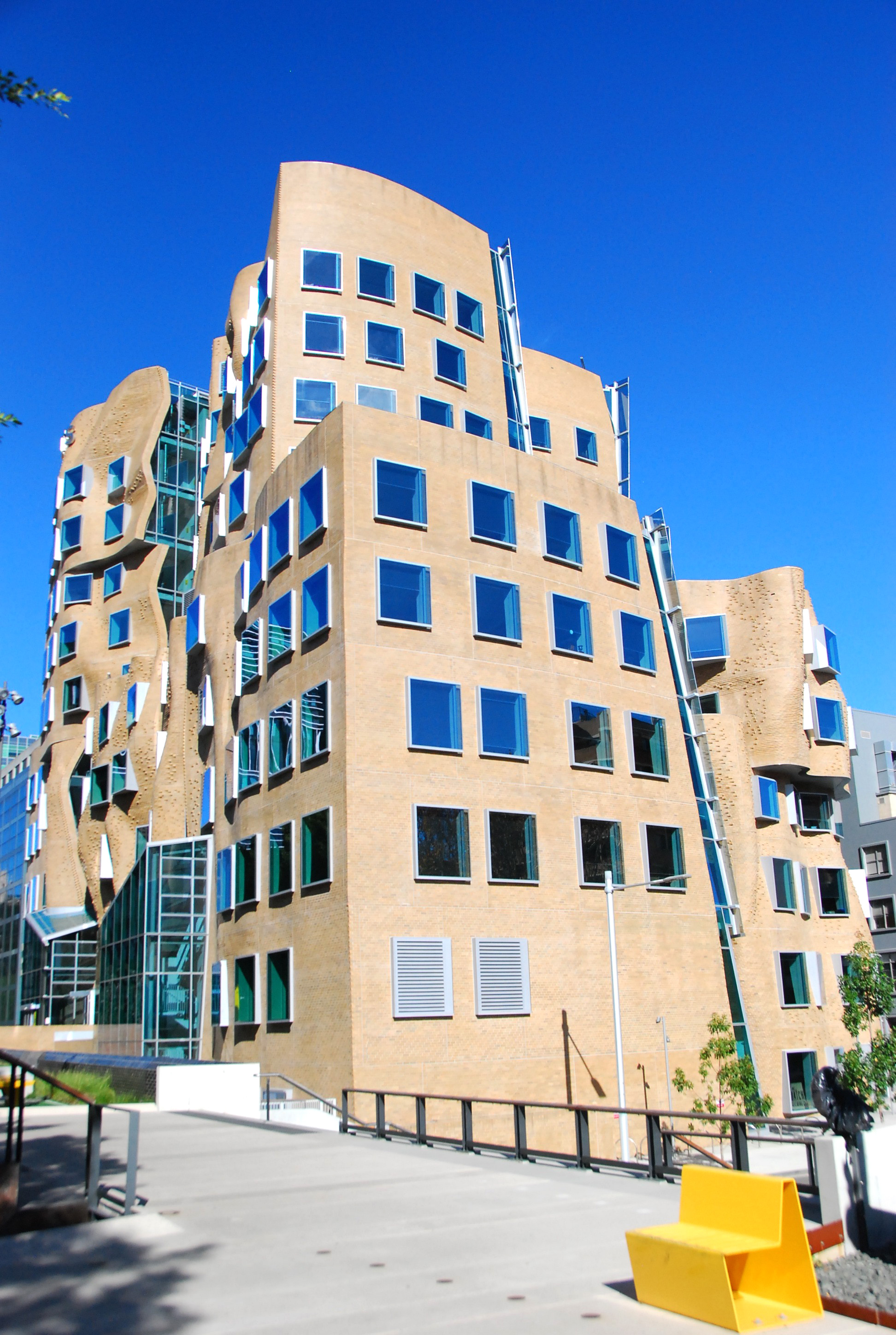
Здание Dr Chau Chak Wing Building, Сидней, 2014
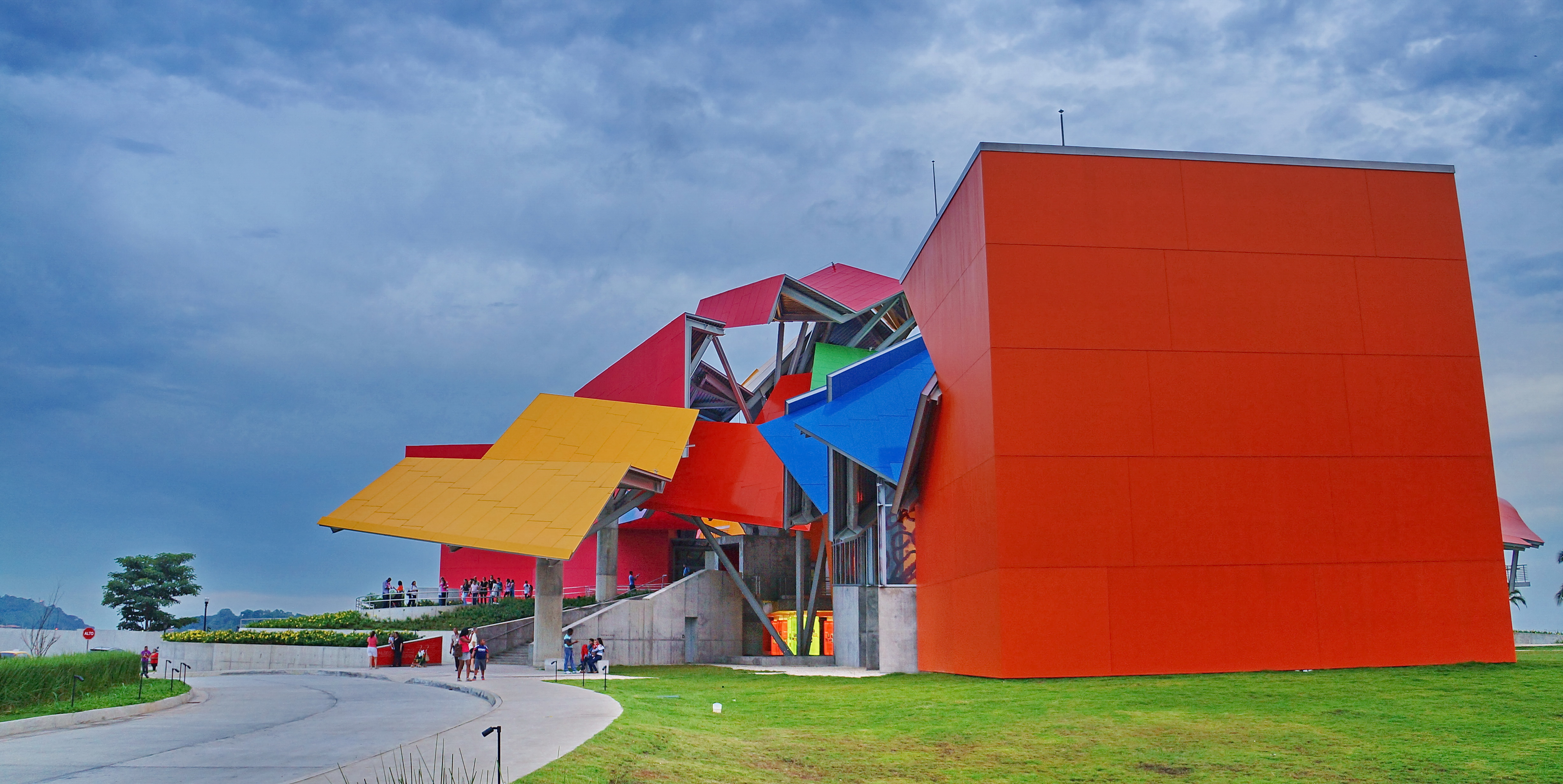
Музей Biomuseo, Панама, 2014